# ETOPS
ETOPS（英語: Extended-range Twin-engine Operational Performance Standards、イートップス）とは、民間旅客機の安全性確保のためのルールの1つである。エンジンを2基しか持たない旅客機では、仮にそのうちの1基が飛行中に停止した場合でも一定時間以内に代替の空港へ緊急着陸することが可能な航空路でのみ飛行が許されるとして、国際民間航空機関 (ICAO) が取り決めたものである。緊急時にエンジン1基のみでの飛行する場合、飛行可能な時間を定めたものと言い替えることができる。
日本の国土交通省は、ETOPSを「双発機による長距離進出運航」と呼び、実施承認審査基準を設定している。
なお、この規定は今後、新たに提案されたLROPS (英語: Long Range Operational Performance Standards) に置き換えられる可能性もあるが、まだ一般的ではない。その後さらにEDTO (英語: Extended Diversion Time Operations)という概念も提唱され、ICAO（国際民間航空機関）のワークショップで議論されている。

## 経緯
ETOPS制定よりずっと以前、エンジンの信頼性が低かった時代において、双発旅客機（エンジン2基）は、近くの空港から100マイルまで、1953年からは空港より60分以上離れたところを飛ぶことが認められていなかった。このため、大洋や北極を最短距離で横断するような航空路に双発旅客機を就航させることは許されなかった。1980年代に入り、エンジンの信頼性が高まると、エンジン1基のみで飛行できる時間を120分に延長することができるようになった。事前に認定を受けた双発旅客機に対して近くの空港から120分以内の距離の飛行ルートを認めたものが、ETOPS-120ルールである（ボーイング767が初）。この規制緩和は、燃費や整備費で経済性に優れた双発旅客機をより広範な路線に就航させたいという航空会社の要望に応えたもので、これによって、従来の安全基準に対応するためにエンジンを3基や4基備えた機種（DC-10、トライスターなど）は発注が減っていった。
その後、エンジンの信頼性がさらに向上すると、ETOPS-180やETOPS-207という規定が設けられ、航続距離の長い双発旅客機では、南極大陸など一部を除き地球上すべての地点を飛行できるまでになった。

## ETOPSの認定
ETOPSを実際に認定するのは、アメリカ連邦航空局（FAA）と欧州航空安全機関（EASA）の2機関である。
ETOPSの認定は、まず機体とエンジンの組み合わせにより型式ごとの認定（ETOPS type approval）が行われる。それから実際の運航を行うに当たっては、さらに旅客機1機ごとに個別で認可を受ける必要があり、航空会社によってはコスト削減などのため、同じ機種でもETOPS「認定」と「未認定」の機体が混在することもある。この場合、ETOPS「認定」の機体は主に長距離の洋上飛行に割り当て、「未認定」の機体は主に陸上や短距離の洋上飛行に割り当てられる。
また、ETOPSルールの適用時間は同じ機種・型式の旅客機でも航空会社（の運航実績と整備水準）によって違いがある。
ETOPSルール適用の旅客機は3発機（ボーイング727、DC-10、トライスターなど）や4発機（ボーイング747、エアバスA340・A380など）よりも、エンジンを中心として厳しい検査体制が採られている。

## ETOPS-120からETOPS-180へ

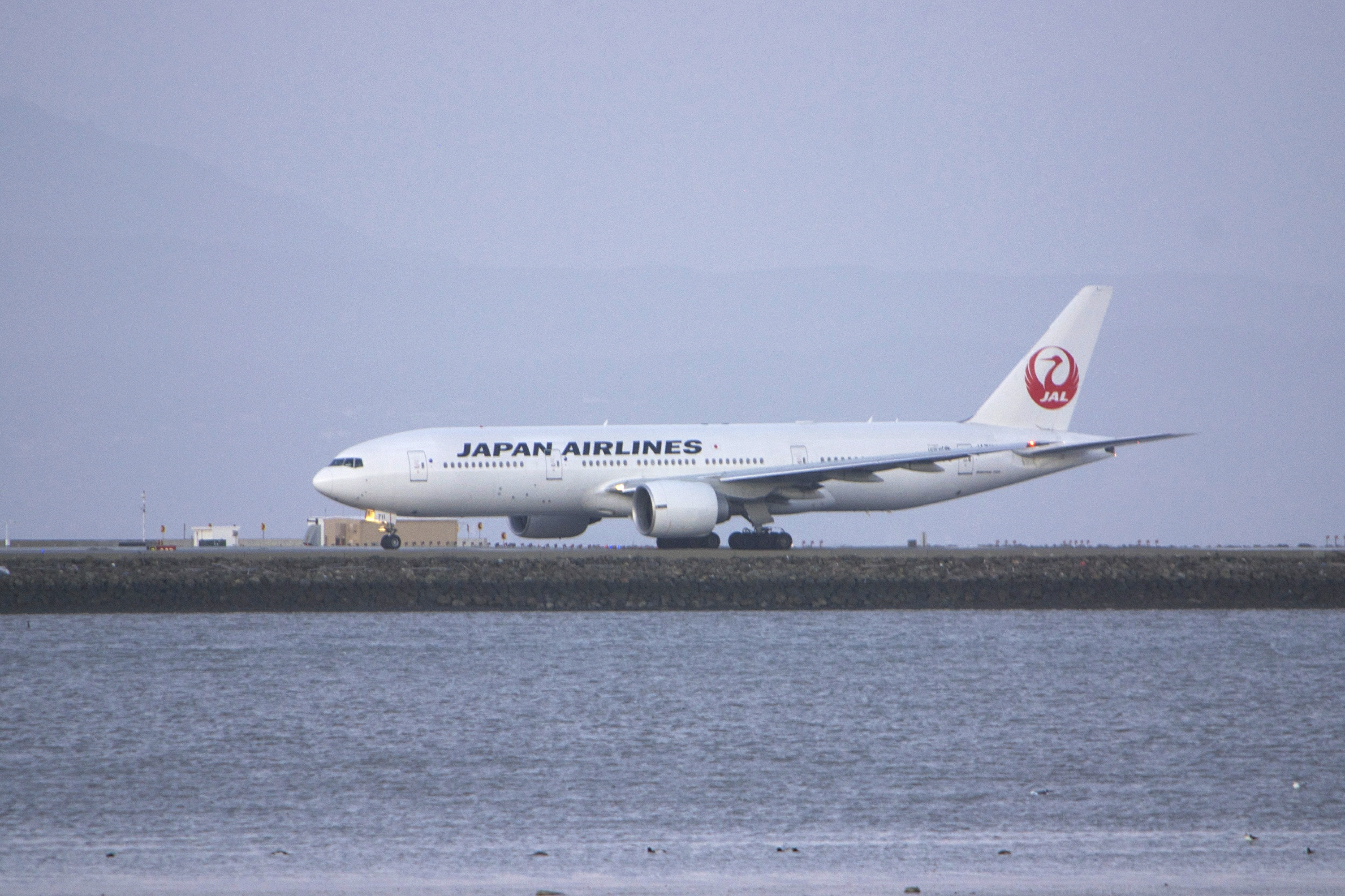
はじめてETOPS-180認定を受けたボーイング777-200ER

はじめてETOPS-180の認定を受けた旅客機はボーイング777で、これは同機が搭載している2基のエンジンの信頼性が従来のものから飛躍的に向上したためである。その後ボーイング757、ボーイング767、ボーイング737-600/-700/-800/-900、ボーイング787、エアバスA300-600、エアバスA310、エアバスA320、エアバスA330にもETOPS-180が認定されている。

## ETOPS-240
2009年10月に欧州航空安全機関 (European Aviation Safety Agency,EASA) がエアバスA330に対して初のETOPS-240の認定を与えた。

## ETOPS-330
2011年12月にFAAはボーイング777（777-300ER、777-200LR、777貨物機、GE社のエンジン（GE90）を搭載した777-200ER）に対してETOPS-330の認定を与えた。
2014年5月にはボーイング787がFAAからETOPS-330の認定を受けた。
2015年3月にボーイング747-8がFAAからETOPS-330の認定を受けたと発表し、4発機で初めてETOPSが認定されることになった。

## ETOPS-370
2014年10月に欧州航空安全機関がエアバスA350-900に対し、ETOPS-180からETOPS-300・ETOPS-370の認定を与えた。

## 空港要件
双発機が長距離飛行を行うにあたっては、航空機・エンジンのみならず、空港の要件についても3発・4発機より厳格に定められている。
航路周辺の緊急着陸に適した空港はAdequate Airport（着陸可能飛行場）と呼ばれ、運用時間や飛行場諸元等から安全に着陸できるものでなければならない。これはETOPSでない飛行（空港から60分以内の距離の飛行）にも適用される。
Adequate Airportの要件に加え、より厳しい条件を満足する空港をSuitable Airport（着陸に適した飛行場）と呼ぶ。Suitable Airportは滑走路の路面状態を考慮した十分な滑走路長を持ち、気象状態も滑走路の数や進入方式に応じた所定の条件を満たさなければならない。さらに緊急時の救難・消火体制もICAOの定める「カテゴリー4」以上の能力が必要である。通信状況その他についても様々な条件がある。ETOPS運航においては、Suitable Airportの中から、エンルート用のETOPS代替空港（ETOPS Alternate Airport）を選定しなければならないことになっている。
ETOPS-207の場合は、Suitable Airportの救難・消火体制としてICAOの定める「カテゴリー7」以上の能力が必要で、さらに180分飛行距離以内にAdequate Airportも別途確保しておかなければならない。